# Cecilia D'Anastasio
Cecilia D'Anastasio es una periodista estadounidense especializada en videojuegos. D'Anastasio es redactora de la revista Wired y cubre la industria y la cultura de los videojuegos.
D'Anastasio escribió anteriormente para Kotaku hasta finales de 2019. Al escribir para Kotaku, recibió el premio Writers Guild of America's Digital News por su artículo de 2018 en el que informaba sobre las acusaciones de acoso sexual y discriminación de género en Riot Games.

## Principios de carrera
D'Anastasio se graduó en el Reed College, donde estudió clásicas. D'Anastasio trabajó como freelance para varias publicaciones, entre ellas The Nation, antes de incorporarse a Kotaku como redactora en junio de 2016.

## Kotaku
D'Anastasio se centró principalmente en las historias de investigación como escritor del personal de Kotaku. Dejó la publicación en diciembre de 2019.

### 2018 Artículo de juegos de Riot

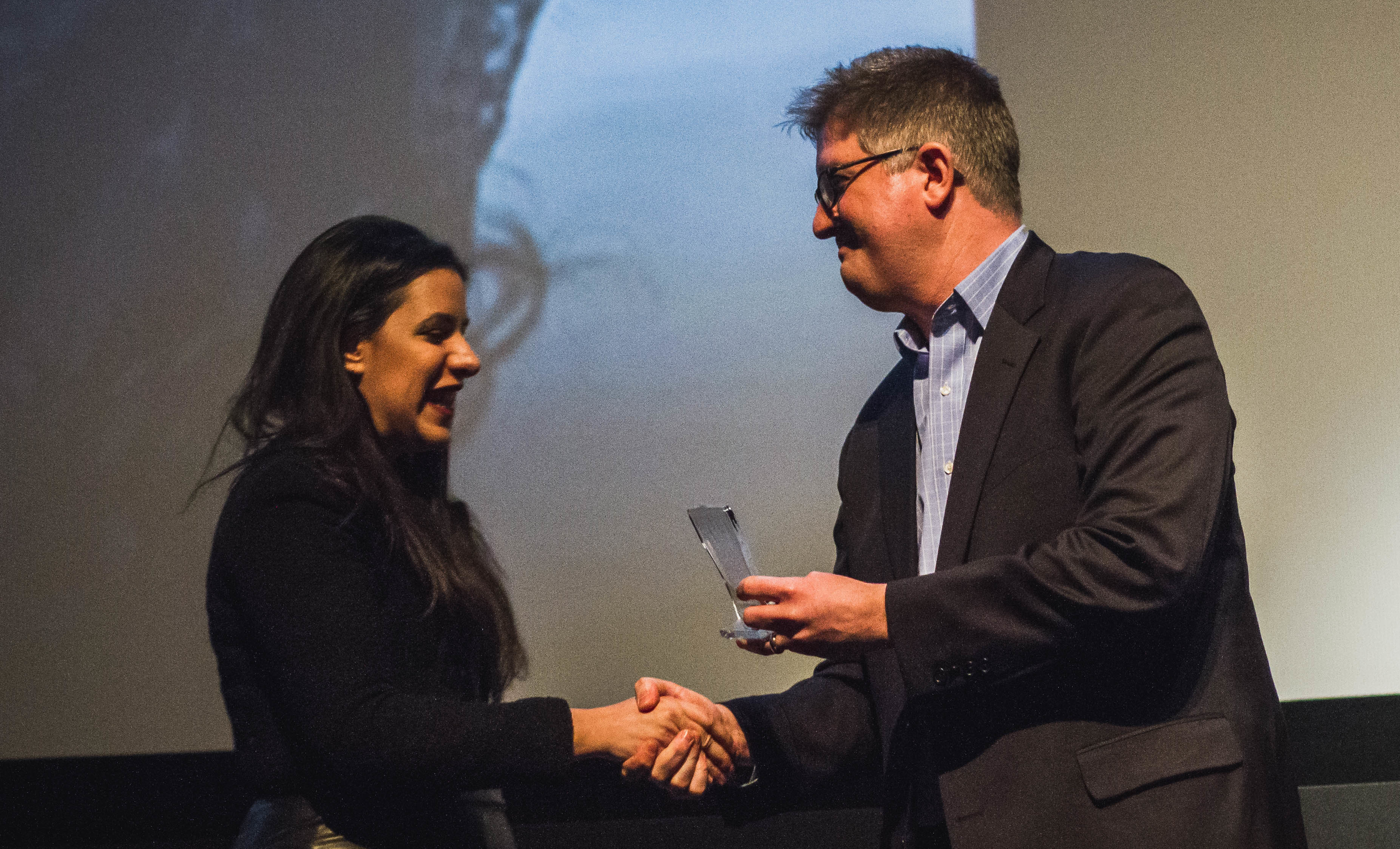
D'Anastasio que acepta el Knickerbocker Premio para Periodismo de Juegos Mejores de Chris Suellentrop en el Juego de Nueva York Otorga 2019.

El artículo de D'Anastasio "Inside The Culture Of Sexism At Riot Games", publicado en agosto de 2018, detalla las denuncias de acoso sexual y discriminación de género en Riot Games según los relatos de veintiocho empleados actuales y antiguos. Tras su publicación, empleados actuales y antiguos también compartieron sus propias experiencias en relación con el acoso laboral en las redes sociales. El día de la publicación, Riot Games emitió un comunicado en el que abordaba de forma general su cultura laboral, sus prácticas de contratación y su programa de diversidad e inclusión en respuesta a las acusaciones detalladas en el artículo. Más tarde, ese mismo mes, la empresa emitió un comunicado en el que se describían sus "primeros pasos" para hacer frente a las acusaciones.
En la 71.ª edición de los premios Writers Guild of America, D'Anastasio recibió el premio Digital News por el artículo. Variety describió el artículo como "la pieza más importante de la información sobre juegos del año, y tal vez incluso de los años", nombrando a D'Anastasio como una de las "más influyentes en los videojuegos" del año 2018. En 2019, el Círculo de Críticos de Videojuegos de Nueva York le otorgó su "Premio Knickerbocker al Mejor Periodismo de Juegos". D'Anastasio también hizo una aparición en Patriot Act con Hasan Minhaj, donde habló de los problemas laborales en la industria de los videojuegos y de su trabajo de investigación en Riot Games.

## Wired
Tras dejar Kotaku, D'Anastasio se convirtió en redactora de la revista Wired en 2020. En marzo, recibió el premio inaugural de SXSW al periodista del año en los 2020 Gaming Awards por su cobertura "innovadora e influyente" de la industria de los videojuegos.
En octubre de 2020, la revista lanzó su sección Wired Games, que cubre la industria de los videojuegos. La sección cuenta con trabajos escritos por varios redactores de la plantilla, entre ellos D'Anastasio. Ese mismo año, Forbes la incluyó en su lista de 30 menores de 30 años en la categoría de medios de comunicación.